# Hajjaj El Ghanassy
Hajjaj El Ghanassy is een gewezen Marokkaanse voetballer. Hij is de vader van voetballer Yassine El Ghanassy.

## Carrière
Hajjaj El Ghanassy begon bij de jeugd van Raja Casablanca te voetballen. Nadien stapte hij over naar Étoile de Casablanca, dat net gepromoveerd was naar de hoogste afdeling. El Ghanassy was een verdediger, die zowel op de flanken als centraal geposteerd kon worden. Hij was een semi-prof en combineerde zijn carrière als voetballer met een job buiten het voetbal.
In de jaren 70 verliet El Ghanassy Marokko en vertrok hij naar België, waar hij onderdak vond bij voetbalclub Wallonia Namur. Opnieuw combineerde hij zijn voetbalcarrière met een job als arbeider. Bij Namur werd hij opgemerkt door KSV Waregem, dat hem een contract aanbood. El Ghanassy moest echter vroegtijdig een punt achter zijn loopbaan als voetballer zetten wegens een blindedarmontsteking.
El Ghanassy begeleidt momenteel zijn zoon Yassine, die als profvoetballer doorbrak bij AA Gent. Hajjaj is getrouwd met Rachida met wie hij vier dochters en een zoon heeft.